# Pacto Verde Europeo

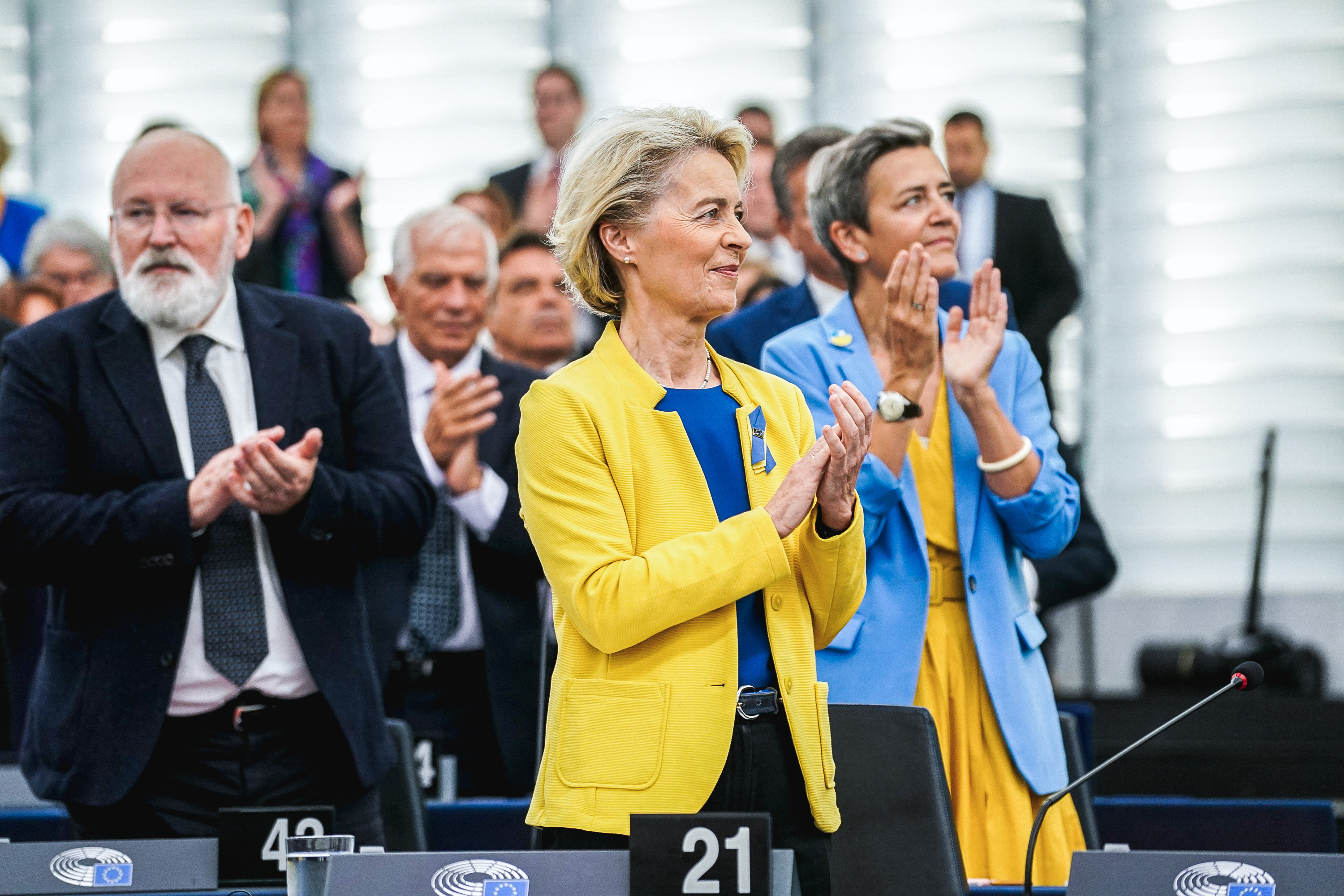
La presidenta de la Comisión, Ursula von der Leyen (en el centro), Frans Timmermans, exvicepresidente responsable del Pacto Verde Europeo, y Margrethe Vestager, vicepresidenta para una Europa Adaptada a la Era Digital.

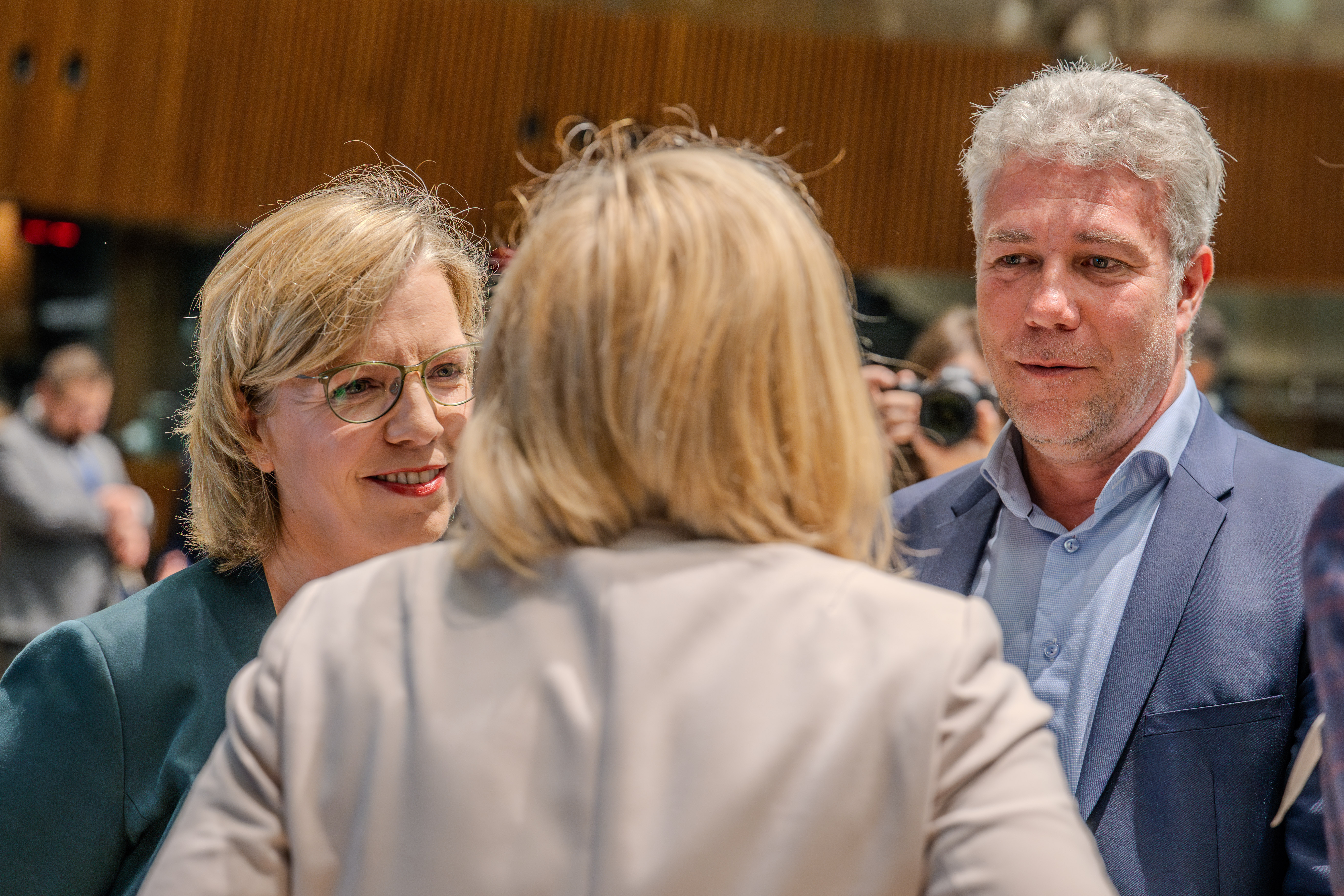
Los ministros de medio ambiente de Austria (Izq), España (Centro) y Bélgica (Der) durante el ENVI donde se aprobó la ley de Restauración de la Naturaleza. Destaca la primera debido a que esta desobedeció al jefe del ejecutivo de su gobierno y voto a favor de la norma y gracias a esto salió adelante.

El Pacto Verde Europeo (PVE) o simplemente Pacto Verde, aprobado en 2020, es un conjunto de iniciativas políticas de la primera Comisión Von der Leyen con el objetivo general de hacer que la Unión Europea sea climáticamente neutral para 2050. Para ello, la Comisión trabaja en un plan estratégico para alcanzar el objetivo de reducción de emisiones de gases de efecto invernadero de la UE para 2030 al menos al 50 % y hacia el 55 % en comparación con los niveles de 1990. La iniciativa pretende revisar cada ley existente sobre asuntos climáticos y también introducir una nueva legislación sobre temas como la economía circular, la renovación de edificios, la biodiversidad, la agricultura y la innovación.
La estrategia de cambio climático de la Comisión Europea, lanzada en 2020, se centra en la promesa de convertir a la UE en un emisor cero neto de gases de efecto invernadero para 2050 y demostrar que las economías se desarrollarán sin aumentar el uso de recursos. No obstante, el Pacto Verde contiene medidas para garantizar que los Estados miembros que dependen de los combustibles fósiles no se queden atrás en la transición hacia las energías renovables.
En enero de 2023, la Comisión Europea presentó el Plan Industrial del Pacto Verde para contrarrestar el impacto de las subvenciones extranjeras en la economía de la Unión Europea y desarrollar una legislación para un tejido de cero emisiones antes de 2030. El plan consta de cuatro pilares: «el entorno normativo, el financiamiento, las competencias y el comercio». Además, la Comisión reivindicó la Nueva Bauhaus Europea como un catalizador del PVE.

## Historia
Prioridades iniciales de la Comisión Von der Leyen

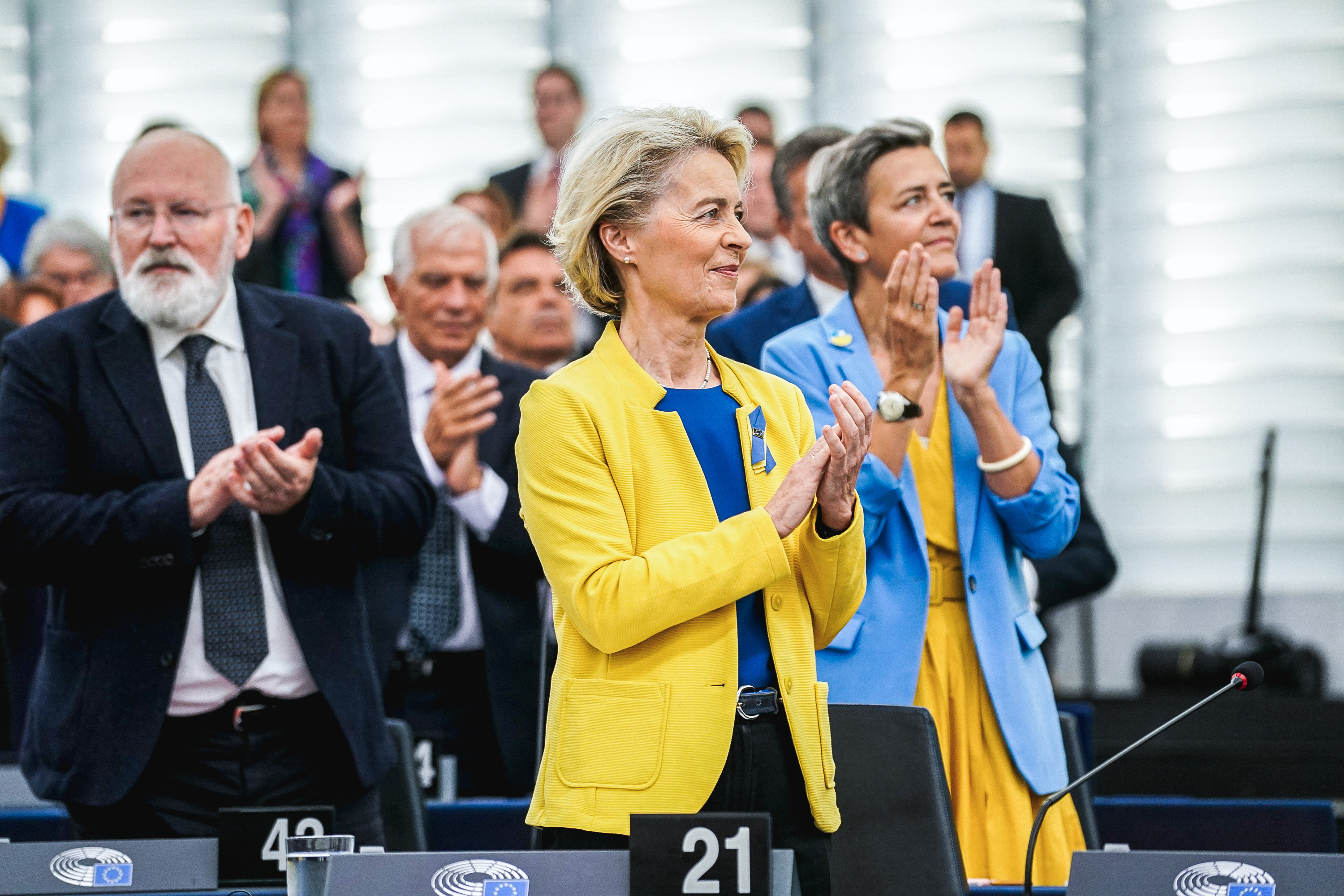
La presidenta de la Comisión Europea, Ursula von der Leyen (en el centro), Frans Timmermans, exvicepresidente responsable del Pacto Verde Europeo, y Margrethe Vestager, vicepresidenta para una Europa Adaptada a la Era Digital.

Von der Leyen nombró a Frans Timmermans vicepresidente ejecutivo de la Comisión Europea para el Pacto Verde. El 13 de diciembre de 2019, el Consejo Europeo decidió seguir adelante con el plan, con la exclusión voluntaria de Polonia. El 15 de enero de 2020, el Parlamento Europeo también votó para apoyar el acuerdo, con solicitudes de mayor ambición.
Varios Estados miembros instaron a la Comisión a utilizar el Pacto Verde Europeo como palanca para la recuperación económica post-pandemia. El Parlamento Europeo pidió además potenciar la digitalización de la economía de la Unión para avanzar en el desarrollo del mercado único. En consecuencia, los principales grupos parlamentarios reclamaron un marco financiero plurianual (MFP) «ambicioso», así como que el PVE fuese central en plan de recuperación.

## Objetivos
El Pacto Verde Europeo es la hoja de ruta para dotar a la Unión Europea de una economía sostenible. Según la Comisión Europea, el pacto «establece cómo hacer de Europa el primer continente climáticamente neutro en 2050 impulsando la economía, mejorando la salud y la calidad de vida de los ciudadanos». El pacto es, de hecho —como compromiso de mandato de la comisión—, una respuesta a una parte de la sociedad europea que demanda avances en la cuestión climática. Este pacto, por tanto, podría eventualmente reavivar la affectio societatis y contribuir a abordar el déficit democrático en la Unión. Además el PVE también comporta repercusiones geopolíticas a través de su impacto en la sostenibilidad energética de la UE y los mercados mundiales; sobre los países productores de hidrocarburos en la vecindad de la UE; sobre la seguridad energética europea; y en los patrones del comercio mundial, en particular a través del Mecanismo de Ajuste en Frontera por Carbono (CBAM por sus siglas en inglés).

## Contexto
En medio de la tensión diplomática entre Rusia y la UE y la intensificación de la rivalidad entre China y Estados Unidos, la UE comenzó a debatir la noción de autonomía estratégica, que exige a la organización defender su soberanía y promover sus intereses de manera independiente. Dicha autonomía suele vincularse a la defensa, pero podría ir más allá, teniendo en cuenta que a nivel internacional las capacidades económicas y tecnológicas han ganado relevancia. Sin embargo, varios líderes europeos aspiran a dotar a la UE de las capacidades militares que consideran necesarias para garantizar su defensa en pos de conseguir la autonomía estratégica.
Impacto internacional de la pandemia de COVID-19
Pese a una reducción temporal de las emisiones globales de carbono, la Agencia Internacional de la Energía advirtió que el desorden económico causado por la pandemia podría impedir o retrasar a las empresas a la hora de invertir en energía sostenible. Sin embargo, los periodos extendidos de confinamiento han potenciado las políticas de trabajo desde casa. El uso sin precedentes de mascarillas para la cara deshechables, y su introducción en el medio ambiente, se suma a la carga global de residuos plásticos.
Crisis energética mundial de 2021-presente
Debido a una combinación de condiciones desfavorables, que implican el aumento de la demanda de gas natural, la disminución de su suministro desde Estados Unidos, Noruega y Rusia a los mercados europeos, la menor generación de energía por parte de fuentes renovables como la eólica, la hidráulica y la solar, y el frío invierno que dejó agotados los depósitos de gas europeos, Europa se enfrentó a fuertes subidas de los precios del gas en 2021. Algunos críticos culparon al Régimen de Comercio de Derechos de Emisión de la Unión Europea (EU ETS) y al cierre de plantas nucleares de contribuir a la crisis energética.
Rusia ha suministrado en los contratos a largo plazo, pero no ha suministrado gas adicional en el mercado al contado. En octubre de 2021, la Unidad de Inteligencia de The Economist informó de que Rusia tenía una capacidad de exportación de gas adicional limitada debido a su propia y elevada demanda interna, con una producción cercana a su máximo. Además, se ha acusado al Kremlin de pregonar la necesidad de Nord Stream 2, pero algunos analistas energéticos consideran que la escasez de energía en Europa es autoinfligida, y culpan a las sanciones de la Unión Europea a las entidades rusas, entre otras razones.
La presidenta de la Comisión Europea, Ursula von der Leyen, afirmó que "Europa depende hoy demasiado del gas y de las importaciones de gas. La respuesta tiene que ver con la diversificación de nuestros proveedores y sobre todo, con la aceleración de la transición a la energía limpia".

## Política medioambiental de la Unión Europea
La política medioambiental de la Unión Europea es un ámbito en el que dicha organización tiene competencias. La Unión cuenta con una de las legislaciones climáticas y medioambientales más estrictas del mundo, la cual se introdujo después de estar varias décadas estudiando los principales problemas medioambientales existentes en la Unión. Las actividades prioritarias en relación con el medio ambiente se enfocan en la lucha contra el cambio climático (leyes sobre emisiones y estrategia energética comunitaria), mantener la biodiversidad (Red Natura 2000, Lugares de Importancia Comunitaria (LIC), Zonas Especiales de Conservación, etc), reducir los problemas de salud derivados de la contaminación y el uso de los recursos naturales de manera más responsable. De esta forma, lo que se persigue con estas políticas es la protección del medio natural, de una manera que se contribuya al crecimiento económico, impulsando la innovación y la empresa. La Unión Europea ha puesto en marcha a través de un libro de medidas, un paquete ambicioso que marque su propio liderazgo en la preparación para un acuerdo mundial. En ese sentido, se ha convertido en la primera potencia mundial que adopta objetivos jurídicos vinculantes de tal alcance en materia de clima y energía.

## Fondo de recuperación (Next Generation EU)
Next Generation EU (NGEU) es el fondo masivo de la Comisión Europea de 750 mil millones de euros (en precios constantes de 2018) para la recuperación económica de la Unión Europea, golpeada por la pandemia de COVID-19 en Europa. Acordado el 21 de julio de 2020 por el Consejo Europeo, después de cuatro días de negociación entre los 27 Estados de la Unión, la Comisión Europea comenzó a ejecutar el plan. Se trata de los mayores fondos europeos aprobados en la historia de la UE. El fondo NGEU se extiende a los años 2021-2023 y está ligado al presupuesto de la UE de 2021-2027 (MFF). Los paquetes comprensivos del NGEU y MFF alcanzará el tamaño de 1824,3 millardos de €.
Para recibir apoyo del FRR, los Estados miembros de la Unión -evaluados técnicamente por la Comisión Europea- deben presentar Planes Nacionales de Recuperación y Resiliencia (PRR), que incluyan objetivos, hitos y costes estimados. Finalmente, el Consejo Europeo aprobará políticamente las propuestas por mayoría cualificada.

## Plan Industrial del Pacto Verde
| Tenemos un plan. Un plan industrial que forma parte de nuestro pacto verde. Nuestro plan para hacer de Europa [UE] el hogar de la tecnología limpia y la innovación industrial en el camino hacia la neutralidad de carbono. Vídeo externo del discurso de Von der Leyen sobre el Plan Industrial (Este archivo está alojado en un sitio fuera de la Fundación Wikimedia.) |

En enero de 2023, durante el Foro Económico Mundial, la presidenta de la Comisión Europea, Ursula von der Leyen, anunció el Plan Industrial del Pacto Verde que busca contrarrestar el impacto de las subvenciones para atraer las «capacidades industriales a China o a otros lugares» en la economía comunitaria y desarrollar una legislación para un tejido de cero emisiones con «objetivos claros» antes de 2030. Según Von der Leyen, el plan pretende abarcar la cualificación profesional, el entorno normativo, la financiación y el comercio internacional, centrándose en agilizar permisos para facilitar la inversión en los sectores cruciales de la cadena de suministro para alcanzar el objetivo de cero emisiones netas. Para tal fin, la Comisión Von der Leyen presentará una ley de Industria Cero Neto, similar al proyecto legislativo sobre semiconductores, que fijará objetivos "claros" para la tecnología limpia europea a partir de 2030.
Para reforzar las cadenas de suministro, Von der Leyen propuso crear un «Club de Materias Primas Críticas que trabaje con socios de ideas afines». Así la UE pretende diversificar los proveedores y reducir la dependencia con China, que asciende a un 98 % en el  suministro de tierras raras. Por otra parte, el plan adaptará «temporalmente» las normas comunitaria sobre ayudas estatales para «agilizar y simplificar las cosas» —con modelos de desgravación fiscal y ayudas específicas para instalaciones de producción de tecnologías limpias— para contrarrestar los riesgos de deslocalización derivados de subvenciones extranjeras. No obstante, las ayudas estatales son «una solución limitada que sólo unos pocos Estados miembros podrán utilizar», por lo que la Comisión insiste en que la solución para contrarrestar el impacto de dichas subvenciones —en particular la ley de Reducción de la Inflación estadounidense con subsidios verdes por US$369 000 millones— en la economía europea pasará por la creación de un fondo soberano que evite también la «fragmentación del mercado único».

### Fondo para la Soberanía Europea
El Fondo para la Soberanía Europea es una propuesta de la Comisión Europea —en el contexto de la revisión del sexto marco financiero plurianual— para respaldar la industria de la Unión Europea en sectores estratégicos a través de la inversión. Aunque el proyecto ha hecho parte del plan de gobierno de la Comisión Von der Leyen desde sus inicios en 2019, las medidas concretas para su desarrollo sólo serán presentadas en el verano boreal de 2023.
Ya que no todos los Estados miembros disponen de un margen presupuestario suficiente, la Comisión considera que el Plan Industrial del Pacto Verde necesita un fondo para la soberanía con el cual poder «evitar un efecto de fragmentación en el mercado único». En este sentido, el fondo pretende aumentar la financiación de la UE proporcionando «una solución estructural para aumentar los recursos disponibles para la investigación, la innovación y los proyectos industriales estratégicos».

## Áreas de trabajo
La Comisión Von der Leyen determinó diez áreas de trabajo:

### REPowerEU
REPowerEU es un plan la Comisión Europea para «poner fin a la dependencia de la Unión Europea con respecto a los combustibles fósiles rusos». La medida es una respuesta a las perturbaciones del mercado de la energía causadas por la invasión rusa de Ucrania de 2022. El Colegio de Comisarios pretende implementar el plan mediante «el ahorro de energía, la diversificación del suministro de energía y el despliegue acelerado de las energías renovables para sustituir a los combustibles fósiles en los hogares, la industria y la producción de electricidad».

### Financiación y desarrollo regional
La Ayuda a la Recuperación para la Cohesión y los Territorios de Europa (REACT-EU) es una iniciativa que pretende contribuir a preparar una recuperación ecológica (Pacto Verde Europeo), digital y resiliente de la economía del bloque comunitario tras la pandemia de enfermedad por coronavirus de 2020 en Europa.

### Clima
En 2020 la AEMA manifestó que la pandemia de enfermedad por coronavirus, que ha sumido a la Unión Europea en una crisis sin precedentes, tenga un impacto considerable “en los esquemas de producción y consumo, como por ejemplo la reducción de la demanda en materia de transporte, en concreto el tráfico aéreo internacional y los desplazamientos diarios de vehículos privados”. No obstante consideró que para comprender el alcance de los efectos se debe analizar los datos de distintos ámbitos después de la crisis, por lo que tiene previsto evaluar las interrelaciones de los datos y compartir los resultados de estos análisis en el momento oportuno. También ha recordado que la UE aspira a lograr la neutralidad climática a través de “una reducción gradual e irreversible de las emisiones y mediante el establecimiento de objetivos a largo plazo”.

### Transporte
En 2018, Dinamarca propuso una prohibición de los coches de gasolina y diésel en toda la UE, pero resultó ser contraria a la normativa comunitaria. En octubre de 2019, Dinamarca hizo una propuesta para la eliminación progresiva de los vehículos de combustible fósil a nivel de los Estados miembros para 2030 y fue apoyada por otros 10 Estados miembros de la UE.

### Nueva Bauhaus Europea
El objetivo de la primera fase, la del Diseño (2020-2021), consistió en ver dónde y cómo la Nueva Bauhaus Europea podía acelerar, concretar y materializar unas ideas creativas respecto a la cultura y la tecnología, dos conceptos especialmente conocidos en la arquitectura y el urbanismo: «conectarse a lo que ya existe».
La fase de Diseño dio lugar a la Comunicación de la Comisión Europea «La Nueva Bauhaus Europea: hermosa, sostenible, juntos», publicada el 15 de septiembre de 2021. Esta comunicación preparó el terreno para la fase de Realización (2021-2023+).
Uno de los puntos fundamentales de la Nueva Bauhaus Europea consiste en transcribir los retos del Pacto Verde Europeo, aprobado en 2020 e iniciado por la Comisión Europea, en una experiencia concreta y positiva en la cual todos los europeos puedan tomar parte y progresar juntos.
Haciendo referencia a los grandes principios del movimiento original de la Escuela de la Bauhaus, el enfoque de las iniciativas de la Nueva Bauhaus Europea tiene varios niveles, «de lo global a lo local, participativo y transdisciplinario». En este sentido, las visiones y experiencias de miles de ciudadanos, profesionales y organizaciones por toda la UE participan en el codiseño y las conversaciones abiertas, permitiendo que surjan temas clave.
Los tres valores imprescindibles en los que se funda este movimiento son la sostenibilidad (desde los objetivos climáticos hasta la circularidad, pasando por una contaminación cero y la biodiversidad), la estética (la calidad de la experiencia y el estilo, más allá de la funcionalidad) y la inclusión (desde la valoración de la diversidad hasta la garantía de la accesibilidad y la asequibilidad).
Los cuatro ejes temáticos que guiarán la implantación de aquellas iniciativas son la reconexión con la naturaleza, la recuperación del sentido de pertenencia, la priorización de los lugares y de la gente más necesitados, y a largo plazo la adopción de una reflexión sobre el ciclo de vida en el ecosistema industrial.
La Nueva Bauhaus Europea opta por fijarse en tres transformaciones claves relacionadas entre sí de los lugares sobre el terreno, del entorno que fomenta la innovación y de nuestras perspectivas y modos de pensar.

## Programa LIFE
El programa LIFE es como se denomina al Programa de la Unión Europea para el Medio Ambiente y la Acción Climática para el periodo 2021-2027. Este programa es contribuyente al Pacto Verde Europeo y está gestionado por la Comisión Europea.